# 野音 Live on '94 6.18/19
野音 Live on '94 6.18/19（やおん ライブ・オン- ）は、日本のロックバンド、THE BLUE HEARTSの二枚目のライブ・アルバム。1997年11月25日発売。発売元はイーストウエスト・ジャパン。

## 概要
日比谷野外音楽堂で1994年6月18日-19日に行われたライブの模様を収録。基本的に1994年6月18日の凸ナイトでの演奏がメインで収録されている。1994年6月19日の凹ナイトでの演奏が収録されているのは「ラブレター」、「青空」、「緑のハッパ」の3曲のみである。
録音状況が少々悪く、所々ハウリングが入っている（「情熱の薔薇」のイントロ時など）。
さらに、この2daysライブでは歌詞を間違ったり噛んだりしている箇所が多く、収録外ではロマンチック(凹ナイト)の時に歌詞を忘れ、その部分の次のフレーズにくっつけて歌われた。
2010年2月24日に、25周年企画の一環で、デジタル・リマスタリングを施して再発することが決定。

## 収録曲
| 全編曲: THE BLUE HEARTS。 | |            |       |
| #                         | タイトル | 作詞・作曲 | 時間  |
| 1.                        | 「すてごま」 | 甲本ヒロト | 3:05  |
| 2.                        | 「夢」 | 真島昌利   | 2:16  |
| 3.                        | 「やるか逃げるか」 | 真島昌利   | 3:03  |
| 4.                        | 「旅人」 | 甲本ヒロト | 3:02  |
| 5.                        | 「ラブレター」 | 甲本ヒロト | 3:36  |
| 6.                        | 「夕暮れ」 | 甲本ヒロト | 4:05  |
| 7.                        | 「俺は俺の死を死にたい」 | 真島昌利   | 6:45  |
| 8.                        | 「少年の詩」 | 甲本ヒロト | 2:37  |
| 9.                        | 「僕の右手」 | 甲本ヒロト | 3:01  |
| 10.                       | 「緑のハッパ」 | 甲本ヒロト | 3:37  |
| 11.                       | 「青空」 | 真島昌利   | 4:56  |
| 12.                       | 「月の爆撃機」 | 甲本ヒロト | 3:50  |
| 13.                       | 「1000のバイオリン」 | 真島昌利   | 3:43  |
| 14.                       | 「メドレー」(未来は僕等の手の中/爆弾が落っこちる時/ロクデナシ/NO NO NO/風船爆弾 (バンバンバン)/ハンマー/人にやさしく/ダンス・ナンバー) |            | 8:48  |
| 15.                       | 「情熱の薔薇」 | 甲本ヒロト | 2:51  |
| 16.                       | 「リンダリンダ」 | 甲本ヒロト | 3:33  |
| 17.                       | 「TRAIN-TRAIN」 | 真島昌利   | 4:15  |
| 合計時間:                 | 合計時間: | 合計時間:  | 67:03 |

### 楽曲解説
1. 「すてごま」
6thアルバム『STICK OUT』収録曲。
2. 「夢」
10thシングル。
6thアルバム『STICK OUT』収録曲。
3. 「やるか逃げるか」
6thアルバム『STICK OUT』収録曲。
4. 「旅人」
11thシングル。
6thアルバム『STICK OUT』収録曲。
5. 「ラブレター」
4thシングル。
3rdアルバム『TRAIN-TRAIN』収録曲。
6. 「夕暮れ」
14thシングル。7thアルバム『DUG OUT』収録曲。
イントロがスタジオ音源とは違い、甲本がギターを弾きながら歌う。
7. 「俺は俺の死を死にたい」
12thシングル「1000のバイオリン」のc/w。
「俺はいつかジジイになる」という歌詞が「お前はいつかババアになる」「お前はいつか梅干しババアになる」「いつか生理もあがる」と歌われている箇所もある。
8. 「少年の詩」
1stアルバム『THE BLUE HEARTS』収録曲。
9. 「僕の右手」
1stアルバム『THE BLUE HEARTS』収録曲。
「夢に飢えた野良犬」を「夢に飢えた野良犬たちが」と歌っている。
10. 「緑のハッパ」
7thアルバム『DUG OUT』収録曲。
アウトロでは、甲本がハーモニカを吹く。
11. 「青空」
5thシングル。
3rdアルバム『TRAIN-TRAIN』収録曲。
12. 「月の爆撃機」
6thアルバム『STICK OUT』収録曲。
13. 「1000のバイオリン」
12thシングル。
14. 「メドレー」
初期の曲を中心としたメドレー。
未来は僕らの手の中では、「月が空に貼りついてらの部分が、「??がみの星が揺れてら」と「銀」の部分で噛んでしまっている。
風船爆弾は、甲本ではなく河口がボーカルを務める。
  1. 「未来は僕等の手の中」
  2. 「爆弾が落っこちる時」
  3. 「ロクデナシ」
  4. 「NO NO NO」
  5. 「風船爆弾（バンバンバン）」
  6. 「ハンマー」
  7. 「人にやさしく」
  8. 「ダンス・ナンバー」
15. 「情熱の薔薇」
6thシングル。
16. 「リンダリンダ」
1stシングル。
17. 「TRAIN-TRAIN」
3rdシングル。3rdアルバム『TRAIN-TRAIN』収録曲。
出だしを間違えて歌ってしまっている。

## 参加ミュージシャン
THE BLUE HEARTS
- 甲本ヒロト - ボーカル
- 真島昌利 - ギター
- 河口純之助 - ベース
- 梶原徹也 - ドラム